# Park Narodowy Tamá
Park Narodowy Tamá (hiszp. Parque nacional natural Tamá) – park narodowy w Kolumbii położony w departamentach Boyacá i Norte de Santander. Został utworzony 5 lutego 1977 roku i zajmuje obszar 510,27 km². Od północy i wschodu graniczy z Parkiem Narodowym El Tamá w Wenezueli.

## Opis
Park obejmuje fragment północnej części Kordyliery Wschodniej, na wysokościach od 380 do 3450 m n.p.m., w dorzeczu Orinoka i rzek uchodzących do jeziora Maracaibo. Znajdują się tu liczne jeziora, wodospady i strumienie. Niżej położoną część parku pokrywa wilgotny las równikowy i tropikalny wilgotny las górski. Wyżej występuje las mglisty i paramo.
Średnia roczna temperatura w parku wynosi w zależności od wysokości od +6 °C do +25 °C.

## Flora
W parku odnotowano ponad 276 gatunków roślin. Rosną tu zagrożone wyginięciem (EN) Espeletiopsis purpurascens, Libanothamnus divisoriensis i Tamania chardonii, narażone na wyginięcie (VU) Ruilopezia cardonaem, Espeletia brassicoidea, Libanothamnus tamanus, Cedrela montana, Retrophyllum rospigliosii i Ceroxylon quindiuense, a także  m.in.: Vitex orinocensis, Guarea guidonia, Cordia alliodora, Brosimum utile, Ladenbergia magnifolia, Jacaranda copaia, Bursera graveolens, Billia columbiana, Calycolpus caudatum, Alnus acuminata, Chusquea longifolia, Libanothamnus neriifolius, Hirtella americana, Eschweilera parviflora i Licania harlingii.

## Fauna
Ssaki żyjące w parku to narażone na wyginięcie (VU) andoniedźwiedź okularowy, mazama karłowata, pekari białobrody, mrówkojad wielki, andowiak drzewolubny i tapir amerykański, a także m.in.: jaguar amerykański, puma płowa, kinkażu żółty, majkong krabożerny, ostronos białonosy, skunksowiec pasiasty, wydrak długoogonowy, tamandua południowa, ostronosek górski, pakarana Branickiego, mazama ruda, japok wodny, dydelf białouchy i dydelf czarnouchy.
Odnotowano tu 229 gatunków ptaków. Są to zagrożony wyginięciem (EN) czubacz hełmiasty, narażone na wyginięcie (VU) kusacz szary i andagra maskowa, a także m.in.: dzięcioł białowstęgi, kusacz rdzawogłowy, amazoneczka ognistogłowa, brodaczek miedziany, tangarka ognistogłowa, andagra czerwonoucha, andotanager kapturowy, skalikurek andyjski, kwezal białosterny, elfik różowobrzuchy, lordzik purpurowogardły, czubacz żółtoguzy, grdacz soplowaty, koronówka szarogardła, tyranula czarnodzioba, szmaragdzik andyjski, czuprynek kreskowany i tłuszczak.
Z płazów żyją tu m.in.: krytycznie zagrożone wyginięciem (CR) Atelopus tamaense i Bolitoglossa Leandrae, a także zagrożone wyginięciem (EN) Gastrotheca helenae i Bolitoglossa tamaense.